# 宇宙名誉勲章
宇宙名誉勲章（うちゅうめいよくんしょう、英: Congressional Space Medal of Honor）は、アメリカ合衆国議会によって1969年に定められた勲章。「職務中の行動が特に顕著で、国及び人類の幸福に有益な貢献をもたらした宇宙飛行士」に与えられる。アメリカ航空宇宙局で与えられる勲章で最も高位のもので、NASA長官の推薦により議会の名前でアメリカ合衆国大統領から授与される。軍人に対して与えられる名誉勲章から、宇宙飛行士向けに特に分離されたものである。
この勲章は、科学的な発見をした者、人類にとって多大な貢献をした者、危機にあって勇敢な行動をした者に加え、ミッション中の事故で命を落とした者に死後追贈されることもある。2008年時点でミッション中に命を落とした17人全てに授与されている。

## 受章者
2006年時点で、28人が受賞している。そのうち17人は死後の受賞である。14人はチャレンジャー号爆発事故及びコロンビア号空中分解事故の犠牲者で、残りの3人はアポロ1号の火災の犠牲者である。*の印は死後の受章を示す。
| 写真              | 名前                       | 日付           | 授与者                   | 備考                                                                            | 出典  |
| ----------------- | -------------------------- | -------------- | ------------------------ | ------------------------------------------------------------------------------- | ----- |
| Neil Armstrong    | ニール・アームストロング   | 1978年10月1日  | ジミー・カーター         | アポロ11号（最初の月着陸の機長）                                                | [ 1 ] |
| Frank Borman      | フランク・ボーマン         | 1978年10月1日  | ジミー・カーター         | アポロ8号（最初の月軌道周回の機長）                                             | [ 1 ] |
| Pete Conrad       | ピート・コンラッド         | 1978年10月1日  | ジミー・カーター         | スカイラブ2号（最初のスカイラブの機長、ステーションの危機的故障の救出の責任者） | [ 1 ] |
| John Glenn        | ジョン・ハーシェル・グレン | 1978年10月1日  | ジミー・カーター         | マーキュリー・アトラス6号（最初に軌道周回したアメリカ人）                       | [ 1 ] |
| Gus Grissom       | ガス・グリソム*            | 1978年10月1日  | ジミー・カーター         | アポロ1号、ジェミニ3号（最初の有人ジェミニの機長）                              | [ 1 ] |
| Alan Shepard      | アラン・シェパード         | 1978年10月1日  | ジミー・カーター         | マーキュリー・レッドストーン3号（最初に宇宙に行ったアメリカ人）                 | [ 1 ] |
| John Young        | ジョン・ヤング             | 1981年5月19日  | ロナルド・レーガン       | STS-1 （スペースシャトルの初飛行の機長）                                        | [ 1 ] |
| Thomas Stafford   | トーマス・スタッフォード   | 1993年1月19日  | ジョージ・H・W・ブッシュ | アポロ・ソユーズテスト計画（アメリカ側機長）                                    | [ 1 ] |
| James Lovell      | ジム・ラヴェル             | 1995年7月26日  | ビル・クリントン         | アポロ13号（失敗したミッションの機長）                                          | [ 1 ] |
| Shannon Lucid     | シャノン・ルシッド         | 1996年12月2日  | ビル・クリントン         | 女性最長の宇宙飛行時間（スニータ・ウィリアムズに更新される。）                  | [ 1 ] |
| Roger Chaffee     | ロジャー・チャフィー*      | 1997年12月7日  | ビル・クリントン         | アポロ1号で死去                                                                 | [ 1 ] |
| Edward White      | エドワード・ホワイト*      | 1997年12月17日 | ビル・クリントン         | アポロ1号、ジェミニ4号（アメリカ人初の宇宙遊泳）                                | [ 1 ] |
| William Shepherd  | ウィリアム・シェパード     | 2003年1月15日  | ジョージ・W・ブッシュ    | 第1次長期滞在（最初のISSの機長）                                                | [ 1 ] |
| Rick Husband      | リック・ハズバンド*        | 2004年2月3日   | ジョージ・W・ブッシュ    | STS-107（コロンビア号空中分解事故で死去）                                       | [ 1 ] |
| Willie McCool     | ウィリアム・マッコール*    | 2004年2月3日   | ジョージ・W・ブッシュ    | STS-107（コロンビア号空中分解事故で死去）                                       | [ 1 ] |
| Michael Anderson  | マイケル・アンダーソン*    | 2004年2月3日   | ジョージ・W・ブッシュ    | STS-107（コロンビア号空中分解事故で死去）                                       | [ 1 ] |
| Kalpana Chawla    | カルパナ・チャウラ*        | 2004年2月3日   | ジョージ・W・ブッシュ    | STS-107（コロンビア号空中分解事故で死去）                                       | [ 1 ] |
| David Brown       | デイビッド・ブラウン*      | 2004年2月3日   | ジョージ・W・ブッシュ    | STS-107（コロンビア号空中分解事故で死去）                                       | [ 1 ] |
| Laurel Clark      | ローレル・クラーク*        | 2004年2月3日   | ジョージ・W・ブッシュ    | STS-107（コロンビア号空中分解事故で死去）                                       | [ 1 ] |
| Ilan Ramon        | イラン・ラモーン*          | 2004年2月3日   | ジョージ・W・ブッシュ    | STS-107（コロンビア号空中分解事故で死去）                                       | [ 1 ] |
| Dick Schobee      | ディック・スコビー*        | 2004年7月23日  | ジョージ・W・ブッシュ    | STS-51-L（チャレンジャー号爆発事故で死去）                                      | [ 1 ] |
| Michael Smith     | マイケル・J・スミス*       | 2004年7月23日  | ジョージ・W・ブッシュ    | STS-51-L（チャレンジャー号爆発事故で死去）                                      | [ 1 ] |
| Judith Resnik     | ジュディス・レズニック*    | 2004年7月23日  | ジョージ・W・ブッシュ    | STS-51-L（チャレンジャー号爆発事故で死去）                                      | [ 1 ] |
| Ronald McNair     | ロナルド・マクネイア*      | 2004年7月23日  | ジョージ・W・ブッシュ    | STS-51-L（チャレンジャー号爆発事故で死去）                                      | [ 1 ] |
| Ellison Onizuka   | エリソン・オニヅカ*        | 2004年7月23日  | ジョージ・W・ブッシュ    | STS-51-L（チャレンジャー号爆発事故で死去）                                      | [ 1 ] |
| Greg Jarvis       | グレゴリー・ジャービス*    | 2004年7月23日  | ジョージ・W・ブッシュ    | STS-51-L（チャレンジャー号爆発事故で死去）                                      | [ 1 ] |
| Christa McAuliffe | クリスタ・マコーリフ*      | 2004年7月23日  | ジョージ・W・ブッシュ    | STS-51-L（チャレンジャー号爆発事故で死去）                                      | [ 1 ] |
| Robert Crippen    | ロバート・クリッペン       | 2006年8月26日  | ジョージ・W・ブッシュ    | STS-1（スペースシャトル初飛行のパイロット）                                     | [ 1 ] |